# Provincia de Haskovo
La provincia de Haskovo (en búlgaro: Област Хасково), es una provincia u óblast ubicado al sur de Bulgaria. Limita al norte con la provincia de Stara Zagora; al este con la de Yambol; al sur con Turquía y Grecia y al oeste con las provincias de Kardzhali y Plovdiv.

## Subdivisiones
La provincia está integrada por once municipios:
1. Municipio de Dimitrovgrad (capital: Dimitrovgrad)
2. Municipio de Harmanli (capital: Harmanli)
3. Municipio de Haskovo (capital: Haskovo)
4. Municipio de Ivaylovgrad (capital: Ivaylovgrad)
5. Municipio de Lyubimets (capital: Lyubimets)
6. Municipio de Madzharovo (capital: Madzharovo)
7. Municipio de Mineralni Bani (capital: Mineralni Bani)
8. Municipio de Simeonovgrad (capital: Simeonovgrad)
9. Municipio de Stambolovo (capital: Stambolovo)
10. Municipio de Svilengrad (capital: Svilengrad)
11. Municipio de Topolovgrad (capital: Topolovgrad)